# Дуніловський
Дуні́ловський (рос. Дуниловский) — селище у складі Нікольського району Вологодської області, Росія. Входить до складу Завразького сільського поселення.

## Населення
Населення — 500 осіб (2010; 622 у 2002).
Національний склад (станом на 2002 рік):
- росіяни — 99 %